# Thalassema steinbecki
Thalassema steinbecki är en djurart som tillhör fylumet skedmaskar, och som beskrevs av Fisher, W.K. 1946. Thalassema steinbecki ingår i släktet Thalassema och familjen Echiuridae. Inga underarter finns listade i Catalogue of Life.